# Filmfare Award/Bester Nebendarsteller
Der Filmfare Best Supporting Actor Award wird vom Filmfare-Magazin verliehen und ist eine Preiskategorie der jährlichen Filmfare Awards für Hindi-Filme. Der Preis wurde zum ersten Mal im Jahre 1955 verliehen. Pran, Amrish Puri, Amitabh Bachchan und Abhishek Bachchan haben ihn jeweils dreimal gewonnen.
Liste der Preisträger und der Filme, für die sie gewonnen haben:
| Jahr | Schauspieler        | Film                     | Deutscher Titel                    |
| ---- | ------------------- | ------------------------ | ---------------------------------- |
| 1955 | David Abraham       | Boot Polish              | Im Schatten des Lebens             |
| 1956 | Abhi Bhattacharya   | Jagriti                  | Jagriti                            |
| 1957 | Motilal             | Devdas                   | —                                  |
| 1958 | Raj Mehra           | Sharada                  | —                                  |
| 1959 | Johnny Walker       | Madhumati                | —                                  |
| 1960 | Manmohan Krishna    | Dhool Ka Phool           | —                                  |
| 1961 | Motilal             | Parakh                   | —                                  |
| 1962 | Nana Palsikar       | Kanoon                   | —                                  |
| 1963 | Mehmood             | Dil Tera Deewana         | —                                  |
| 1964 | Raaj Kumar          | Dil Ek Mandir            | —                                  |
| 1965 | Nana Palsikar       | Shehar Aur Sapna         | —                                  |
| 1966 | Raaj Kumar          | Waqt                     | —                                  |
| 1967 | Ashok Kumar         | Afsana                   | —                                  |
| 1968 | Pran                | Upkar                    | —                                  |
| 1969 | Sanjeev Kumar       | Shikar                   | —                                  |
| 1970 | Pran                | Aansoo Ban Gaye Phool    | —                                  |
| 1971 | Feroz Khan          | Aadmi Aur Insaan         | —                                  |
| 1972 | Amitabh Bachchan    | Anand                    | —                                  |
| 1973 | Pran                | Be-Imaan                 | —                                  |
| 1974 | Amitabh Bachchan    | Namak Haraam             | —                                  |
| 1975 | Vinod Khanna        | Haath Ki Safai           | —                                  |
| 1976 | Shashi Kapoor       | Deewaar                  | —                                  |
| 1977 | Prem Chopra         | Do Anjaane               | —                                  |
| 1978 | Shreeram Lagoo      | Gharaonda                | —                                  |
| 1979 | Saeed Jaffrey       | Shatranj Ke Khilari      | Die Schachspieler                  |
| 1980 | Amjad Khan          | Dada                     | —                                  |
| 1981 | Om Puri             | Aakrosh                  | Aakrosh - Schrei der Pein          |
| 1982 | Amjad Khan          | Yaarana                  | —                                  |
| 1983 | Shammi Kapoor       | Vidhaata                 | —                                  |
| 1984 | Sadashiv Amrapurkar | Ardh Satya               | —                                  |
| 1985 | Anil Kapoor         | Mashaal                  | —                                  |
| 1986 | Amrish Puri         | Meri Jung                | —                                  |
| 1987 | kein Preis          |                          |                                    |
| 1988 | kein Preis          |                          |                                    |
| 1989 | Anupam Kher         | Vijay                    | —                                  |
| 1990 | Nana Patekar        | Parinda                  | —                                  |
| 1991 | Mithun Chakraborty  | Agneepath                | —                                  |
| 1992 | Danny Denzongpa     | Sanam Bewafa             | —                                  |
| 1993 | Danny Denzongpa     | Khuda Gawah              | —                                  |
| 1994 | Sunny Deol          | Damini                   | —                                  |
| 1995 | Jackie Shroff       | 1942: A Love Story       | —                                  |
| 1996 | Jackie Shroff       | Rangeela                 | —                                  |
| 1997 | Amrish Puri         | Ghatak                   | —                                  |
| 1998 | Amrish Puri         | Virasat                  | —                                  |
| 1999 | Salman Khan         | Kuch Kuch Hota Hai       | Und ganz plötzlich ist es Liebe …  |
| 2000 | Anil Kapoor         | Taal                     | —                                  |
| 2001 | Amitabh Bachchan    | Mohabbatein              | Denn meine Liebe ist unsterblich   |
| 2002 | Akshaye Khanna      | Dil Chahta Hai           | —                                  |
| 2003 | Vivek Oberoi        | Company                  | Company – Das Gesetz der Macht     |
| 2004 | Saif Ali Khan       | Kal Ho Naa Ho            | Lebe und denke nicht an morgen     |
| 2005 | Abhishek Bachchan   | Yuva                     | Yuva                               |
| 2006 | Abhishek Bachchan   | Sarkar                   | Sarkar                             |
| 2007 | Abhishek Bachchan   | Kabhi Alvida Naa Kehna   | Bis dass das Glück uns scheidet    |
| 2008 | Irrfan Khan         | Life in a… Metro         | Metro: Die Liebe kommt nie zu spät |
| 2009 | Arjun Rampal        | Rock On!                 | —                                  |
| 2010 | Boman Irani         | 3 Idiots                 | 3 Idiots                           |
| 2011 | Ronit Roy           | Udaan                    | —                                  |
| 2012 | Farhan Akhtar       | Zindagi Na Milegi Dobara | Man lebt nur einmal                |
| 2013 | Annu Kapoor         | Vicky Donor              | —                                  |
| 2014 | Nawazuddin Siddiqui | The Lunchbox             | Lunchbox                           |
| 2015 | Kay Kay Menon       | Haider                   | —                                  |